# Bonhomme Richard (Schiff, 1998)
Die USS Bonhomme Richard (LHD-6) war ein amphibisches Angriffsschiff der Wasp-Klasse für amphibische Kriegsführung der United States Navy. Sie fuhr seit ihrer Indienststellung 1998 regelmäßig im Rahmen einer amerikanischen Expeditionary Strike Group, einer Schnelleingreiftruppe für Landungsoperationen von See aus. Im Jahr 2020 wurde das Schiff bei einem Brand schwer beschädigt und im folgenden Jahr ausgemustert. Einige der noch nutzbaren Komponenten sollen zur möglichen Verwendung in anderen Schiffen ausgebaut und gelagert, der nicht mehr nutzbare Rumpf abgewrackt werden.

## Schiffsname
Der Schiffsname hat eine lange Tradition in der US Navy, seit 1779 der französische König Ludwig XVI. im Amerikanischen Unabhängigkeitskrieg den mit ihm verbündeten Vereinigten Staaten einen 1765 erbauten Ostindienfahrer mit dem Namen Duc de Duras zur Verfügung stellte. Ihr Kommandant John Paul Jones, einer der ersten Kommandanten der US Navy, benannte das Schiff dann in Bonhomme Richard um. Namensgeber war eine Jahrbuchreihe des damaligen US-Botschafters in Frankreich Benjamin Franklin, Poor Richard’s Almanack, das in Frankreich unter dem Titel Les Maximes du Bonhomme Richard erschien. Das nun außer Dienst gestellte Schiff war der vierte Träger dieses Namens.

## Luftfahrzeuge
Anstelle der in der Infobox gelisteten Standardausrüstung an Luftfahrzeugen gab es dem jeweiligen Auftrag angepasste Abweichungen. Bei Angriffsoperationen wurden statt 12 Bell-Boeing V-22 deren 22 mitgeführt. Bei reinen Seeüberwachungsoperationen waren statt sechs Lockheed Martin F-35 oder McDonnell Douglas AV-8 20 Flugzeuge und sechs Sikorsky SH-60 Seahawk an Bord.

## Geschichte

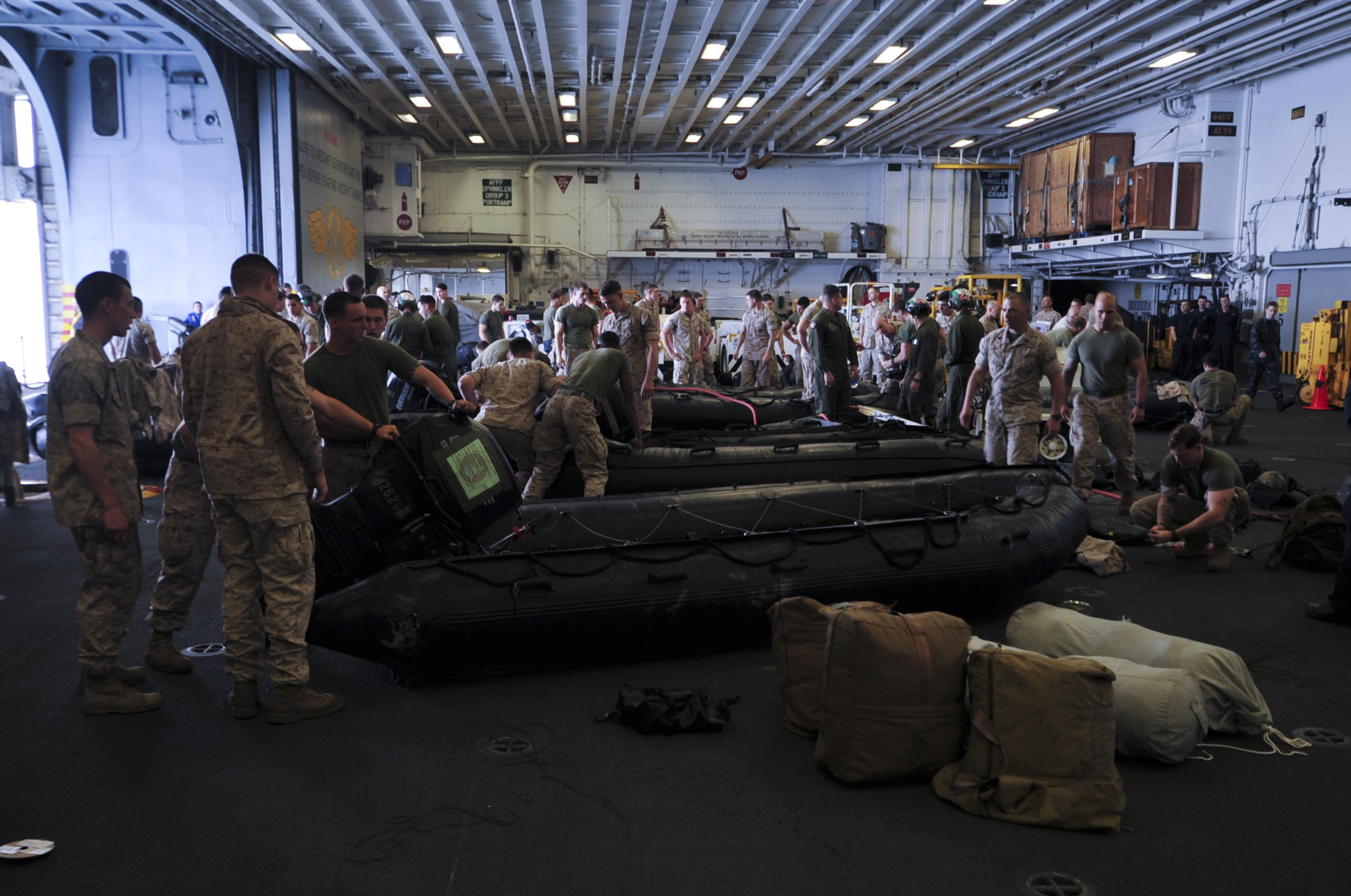
US-Marines bereiten sich an Bord der Bonhomme Richard auf einen Einsatz zur Bergung der Fähre Sewol vor

### Bau und Heimathafen
Die Bonhomme Richard wurde von Ingalls Shipbuilding der Northrop Grumman Ship Systems in Pascagoula, Mississippi, gebaut. Die Kiellegung war am 18. April 1995 und der Stapellauf fand am 14. März 1997 statt. Die Bonhomme Richard wurde im August 1998 in Dienst gestellt. Ihr Heimathafen war San Diego in Kalifornien.

### Missionen
Im Sommer 2010 nahm die Bonhomme Richard an der multinationalen Übung RIMPAC teil. Ende des Jahres durchlief das Schiff eine Überholung bei National Steel and Shipbuilding Company in San Diego, die bis in den April 2011 andauerte. Im August 2011 nahm sie an der Seafair in Seattle teil.
Im April 2014 unterstützte die Bonhomme Richard bei den Rettungs- und Sicherungsmaßnahmen nach dem Untergang des südkoreanischen Fährschiffes Sewol in der Nähe der Insel Jindo.
Bei gemeinsamen Manövern mit der Royal Australian Navy stürzte am 5. August 2017 eine von der Bonhomme Richard gestartete MV-22 Osprey des U.S. Marine Corps in die Shoalwater Bay vor der Ostküste Australiens. 23 Menschen konnten gerettet werden, die Leichen der drei Todesopfer wurden Wochen später geborgen.

### Mutmaßliche Brandstiftung im Juli 2020

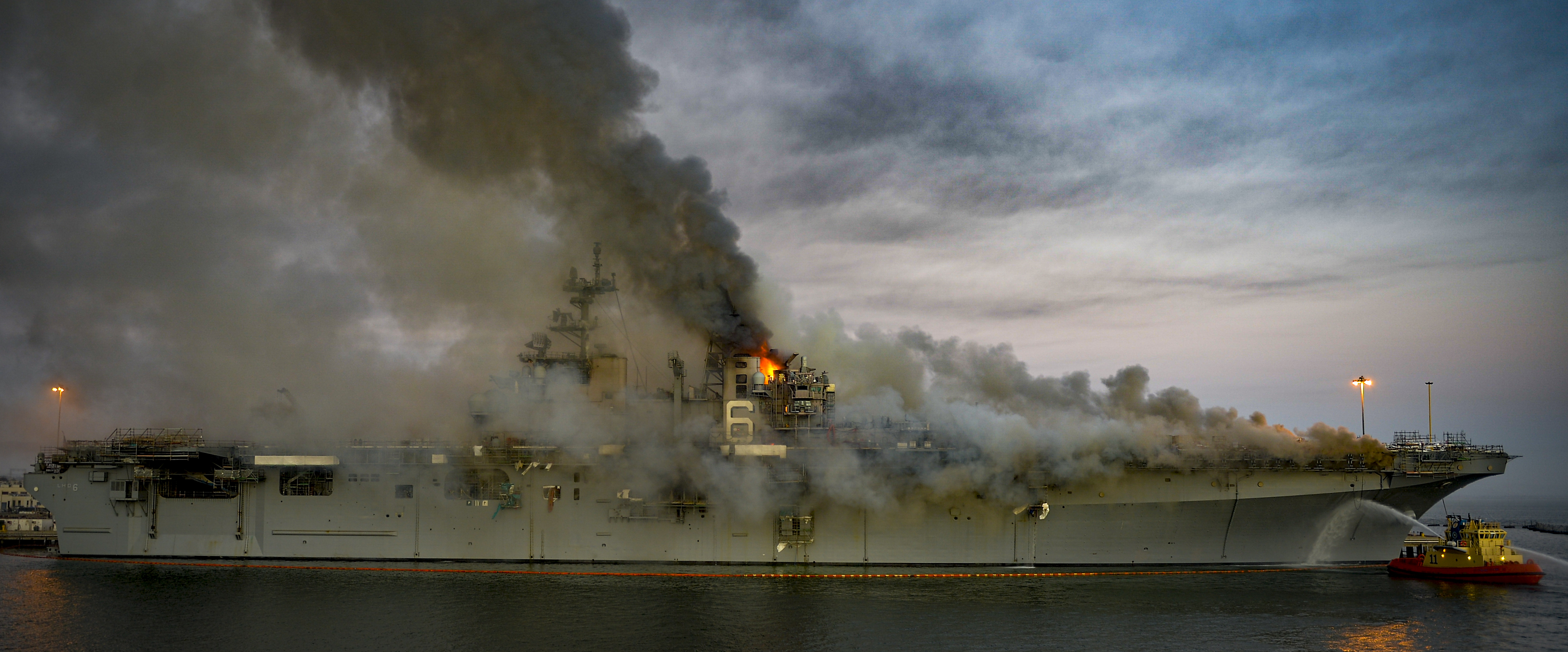
Die brennende USS Bonhomme Richard am Abend des 12. Juli 2020

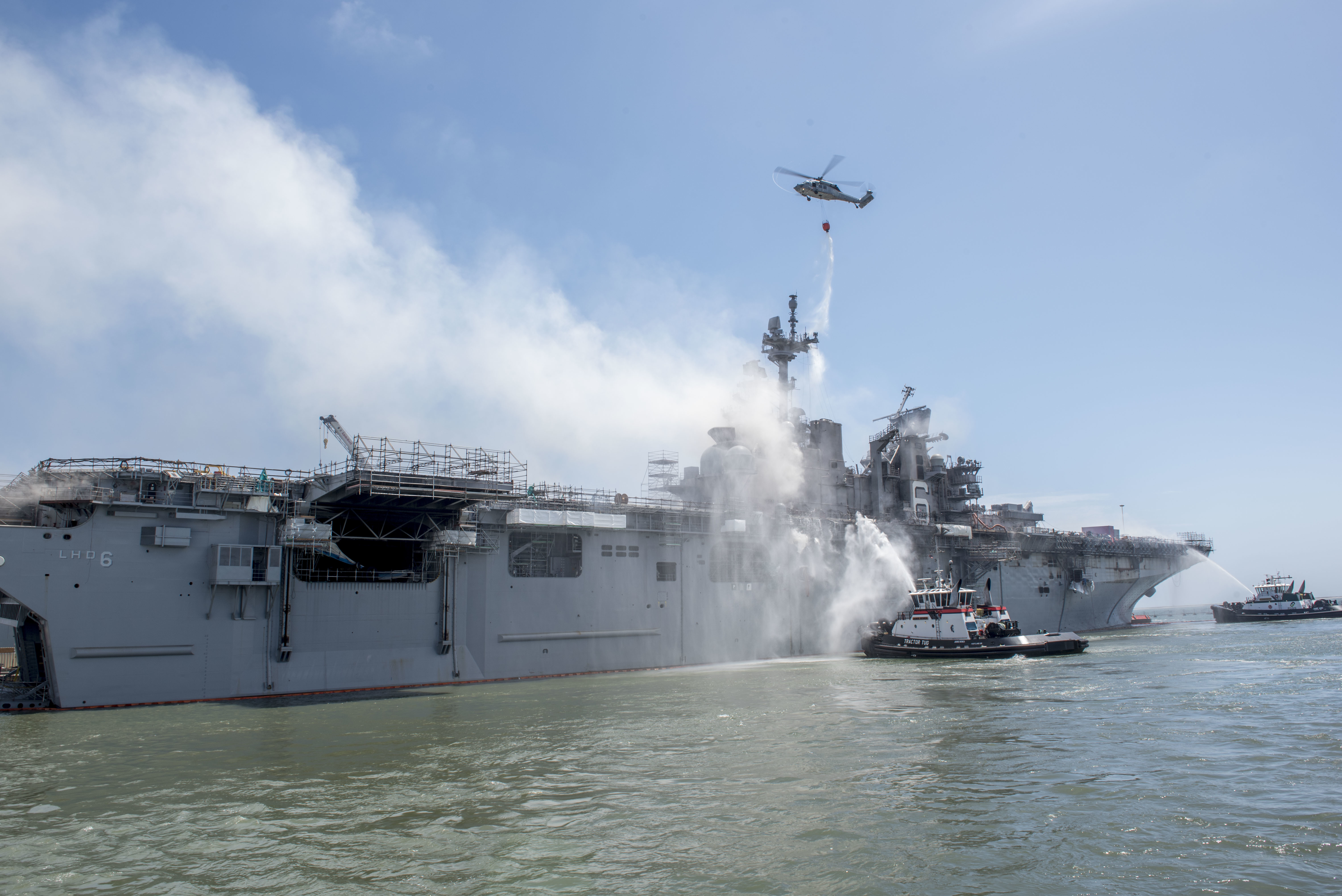
Löscheinsatz am 13. Juli 2020

Am 12. Juli 2020 geriet die USS Bonhomme Richard in der Naval Base San Diego nach einer Explosion auf einem unteren Frachtdeck in Brand. Die Untersuchungskommission kam im Oktober 2021 zu dem Ergebnis, dass es erhebliche Mängel beim Brandschutz gegeben habe. Dies führte zu dem Ergebnis, dass wegen Ausbildungs-, Kommunikations-, Wartungs- und Organisationsmängeln keiner von den verbliebenen Seeleuten wusste, wie das Löschschaumsystem in Betrieb zu nehmen war und der ausgebrochene Brand daher nicht eingegrenzt werden konnte. Während der Wartung waren nur 160 Personen an Bord. Es wurden bis zum 16. Juli 1500 Löschflüge mit Hubschraubern durchgeführt und dabei Tausende Liter Wasser aus der Luft abgeworfen. Bei der Explosion und der Brandbekämpfung wurden 38 Militärangehörige und 23 Zivilisten leicht verletzt. Am 16. Juli gab die US-Marine bekannt, dass das Feuer nach fünf Tagen gelöscht sei.
Nach dem Brandunglück im Juli 2020 entschied die Navy, das Schiff außer Dienst zu stellen. Die Reparaturen hätten voraussichtlich 3,2 Milliarden Dollar gekostet, sieben Jahre gedauert, und dabei hätten 60 % der Schiffsstrukturen ersetzt werden müssen. Auch der Umbau in ein Versorgungs- oder Hospitalschiff hätte mit einer Milliarde Dollar zu viel gekostet. Als kurzfristige Lösung kann die Navy ein älteres Schiff der Tarawa-Klasse, etwa die Nassau oder die Peleliu, reaktivieren. Im Vergleich dazu kostete der Neubau der moderneren America-Klasse 10,1 Milliarden Dollar für die ersten drei Schiffe. Problematisch für die Navy und das Marine Corps ist, dass die Bonhomme Richard eines der wenigen Schiffe war, welches für den baldigen Einsatz der F-35B-Kampfflugzeuge ausgerüstet wurde.
Am 23. Februar 2021 begann in San Diego die Demontage der Insel, um das Schiff auf den Schleppvorgang zu den Abwrackwerften in Brownsville vorzubereiten. Am 15. April 2021 wurde die Bonhomme Richard offiziell außer Dienst gestellt. Der Schleppzug verließ San Diego am 15. April 2021 Richtung Abwrackwerft in Brownsville. Am 5. Mai 2021 traf der Schleppzug vor der Küste von Panama ein und passierte am 12. Mai den Panamakanal, ehe er am 31. Mai in Brownsville eintraf. Das Schiff war für 3,66 Millionen US-Dollar von International Shipbreaking LTD in Brownsville  zwecks Verschrottung erworben worden.
Die US Navy gab am 29. Juli 2021 bekannt, dass sie ein Verfahren vor einem Militärgericht wegen Brandstiftung gegen ein damaliges Besatzungsmitglied eingeleitet hat. Der namentlich nicht genannte Soldat war bereits zu Beginn der Ermittlungen in den Fokus des Naval Criminal Investigative Service (NCIS) geraten, wurde aber Ende September 2022 in allen Anklagepunkten freigesprochen.
Ein Bericht der US Navy, der 2021 unter dem Freedom of Information Act veröffentlicht wurde, führt zahlreiche schwere Defizite im Brandschutz wie mangelhafte Führung, Ausbildung und Ausrüstung auf, die wesentlich zum Verlust des Schiffes beigetragen hätten.